# Agrotis farinosa
Agrotis farinosa är en fjärilsart som beskrevs av Otto Staudinger 1888. Agrotis farinosa ingår i släktet Agrotis och familjen nattflyn. Inga underarter finns listade i Catalogue of Life.